# Coryphaenoides nasutus
Coryphaenoides nasutus är en fiskart som beskrevs av Günther, 1877. Coryphaenoides nasutus ingår i släktet Coryphaenoides och familjen skolästfiskar. IUCN kategoriserar arten globalt som livskraftig. Inga underarter finns listade i Catalogue of Life.